# 索爾特帕斯 (北卡羅萊納州)
索爾特帕斯（英語：Salter Path）是位於美國北卡羅萊納州加特利縣的非建制地區。

## 歷史
索爾特帕斯的郵局自1918年營運至今。

## 地理
索爾特帕斯所處的海拔為高於海平面3米（即10英呎），而該地所採用的時區為UTC-5，即北美东部时区（EST）。同時該地設有夏令時間，為UTC-5調快一小時，即UTC-4（EDT）。